# Гарі Лінекер
Гарі Вінстон Лінекер (англ. Gary Winston Lineker; * 30 листопада 1960, Лестер) — англійський футболіст, грав на позиції нападника, нині працює телекоментатором.
За час футбольної кар'єри тричі ставав найкращим бомбардиром Чемпіонату Англії з футболу й одного разу забив найбільше голів на 13-му Чемпіонаті світу. За цей успіх він ще й став першим англійцем, якого нагороджено золотою бутсою. Останнім успіхом в кар'єрі Гарі стало те, що за усі роки професійних виступів Лінекер жодного разу, навіть у товариських матчах, не отримував червоної чи жовтої карток.

## Футбольний старт— «Лестер Сіті»
Майбутня футбольна зірка народилася у сім'ї торговця овочами Баррі Лінекера. Змалку Гарі займався футболом разом з молодшим братом Вейном. А після закінчення початкової школи хлопці записалися до дитячої футбольної школи свого рідного міста. 1977 року Гарі покинув навчання у загальноосвітній школі. Того ж року його зачислено до клубу «Лестер Сіті».
У 1979 році Лінекер вперше вийшов на поле у основі «лисів» (прізвисько команди «Лестер»). «Мені не вистачало впевненості у собі», — такими словами згадує Гарі початки кар'єри. Деякий час він справді не демонстрував виразної гри й рідко коли забивав голи. Але хлопця у його футбольних стараннях підтримала сім'я — батьки змінили помешкання, аби їхньому синові було ближче ходити на тренування.
Постійні тренування й посилене харчування перетворили низького худорлявого хлопця на потужного форварда. 1980-го й 1983 Лінекер допомагав «Лестеру» здобувати путівки до найвищого в англійському футболі Першого дивізіону, отримав запрошення до збірної Англії й перебував серед найрезультативніших бомбардирів головного чемпіонату. За підсумками сезону 1984/85 Лінекер поділив місце найкращого нападника з Керрі Діксоном.
Загалом протягом 7 сезонів у «Лестер Сіті» Гарі забив 95 голів й 1980 року став у складі команди чемпіоном Другого дивізіону чемпіонату Англії. Молодого перспективного гравця не могли не помітити заможніші футбольні клуби й Лінекер переїжджає до Ліверпуля.

## Срібний підйом у «Евертоні»
Тутешній клуб придбав Гарі у «Лестер Сіті» за 800 000 фунтів стерлінгів. На той час це була «кругла» сума, але гравець зумів «засвітився» у «Евертоні» ще більше, ніж у «Лестер Сіті». За 57 ігор у своїй команді він забив 40 голів. З них 30 — у розіграші чемпіонату. І завдяки цим голам Гарі вдруге став найкращим бомбардиром першого дивізіону.
А «Евертон» з Лінекером зайняв друге місце за своїм одвічним суперником — «Ліверпулем». «Іриски» поступилися всього 2 пунктами. Так саме драматично завершився для «Евертона» й Гарі Лінекера кубок Англії: «Народна команда» дійшла до фіналу й, попри гол свого головного бомбардира, програла 1:3.
За рік у «Евертоні» Гарі зробив три хет-трики: 31 серпня 1985 року у грі з «Бірмінгем Сіті», 11 лютого 1986-го — з «Манчестер Сіті», а згодом 3 травня 1986-го — з «Вест Гем Юнайтед».
Рік у «Евертоні» Лінекер з ностальгією згадує до сьогодні: «Я досі відчуваю схожість з цим клубом».

## «Золоті» роки у «Барселоні»
Після успішного для Лінекера чемпіонату світу його вже за 2 800 000 фунтів стерлінгів перекупила «Барселона». Того часу її тренував співвітчизник Гарі Террі Венейблс.
Сюди екс-футболіст «Лестера» й «Евертона» приїхав у ранзі зірки світового масштабу. Наприкінці 1986-го він став третім у опитуванні Гравець року ФІФА.
З «Барсою» англійський нападник провів три сезони, а найбільше запам'ятався хет-триком у ворота «Реалу». Тоді каталонці перемогли з рахунком 3:2. У складі «Барселони» Лінекер виграв Кубок короля 1988 року, а ще Кубок Кубків 1989 року.
Однак на відміну від злету в «Евертоні», після чемпіонату світу у «Барселоні» від Гарі чекали ще більшого. А коли за свій перший сезон у 41-му матчі він забив менше — 21 голу, то боси клубу засумнівалися в потребі здібного англійського нападника. З часом Лінекер менше потрапляв до основи, а тоді повернувся до Англії.

## Лінекер і «Тоттенхем»
У своєму складі Гарі хотіла бачити ціла група англійських клубів. Зокрема його запрошував до «Манчестер Юнайтед» молодий тоді тренер Алекс Фергюсон. Та нападник відмовив іменитому клубові, натомість у липні 1989 року підписав контракт з «Тоттенхем Готспур».
За підсумками першого ж сезону Лінекер став найкращим бомбардиром чемпіонату 1989/90 з 24 голами. А «шпори» зайняли третє місце у загальнокомандному заліку. Наступного сезону Лінекер з «Тоттенхемом» виграв Кубок Англії: у фіналі проти «Ноттінгем Форест» Гарі заробив, але не реалізував пенальті, зате у попередньому півфінальному матчі з «Арсеналом» Лінекер забив два голи.
Втім через велику кількість травм Гарі втратив форму й після одужання не завжди потрапляв до основи «Тоттенхему». Та у сезоні 1991/92 років нападник все ще демонстрував результативність й завершив сезон з 28 голами у 35 іграх. У списку англійських бомбардирів він зайняв друге місце після Іана Райта. Сам «Тоттенхем», щоправда фінішував аж на 15 місці.
Останній матч у складі «шпор» Лінекер провів 2 травня 1992 року. Це був останній матч у сезоні — «Тоттенхем» поступився «Манчестер Юнайтед» 1:3, а Гарі забив гол престижу.

## Японське завершення кар'єри
Ще під час виступів за «шпор», 20 листопада 1991 року Лінекер підписав дворічний контракт з японським клубом головної тамтешньої Джей-ліги «Наґоя Ґрампус Ейт». У складі цього клубу за два сезони Гарі виходив на поле у 23 іграх й забив 9 голів.
Восени 1994 року 34-річний видатний англійський нападник Гарі Лінекер оголосив про завершення кар'єри футболіста. За 16 років форвард не отримав жодної червоної чи навіть жовтої картки. Через те ще перед завершенням кар'єри 1990 року він отримав від ФІФА нагороду фейр-плей.
Всього Лінекер провів 567 офіційних ігор, з них у клубних матчах відзначився 282 голами, а у збірній — 48 м'ячами. Тож загалом на його рахунку 330 голів.

## Збірна Англії
Перший свій матч в футболці національної збірної Гарі провів 1984 року, це була гра із шотландцями. Наступного року нападник забив перші голи: спочатку один — у товариській зустрічі з ірландцями, тоді дубль у товариському матчі з американцями.
16 жовтня 1985 року Англія грала кваліфікаційний матч з Туреччиною за вихід до фінального етапу чемпіонату світу. У цій грі Лінекер забив свій перший гол в офіційних матчах за збірну. Але на одному м'ячі Гарі не зупинився й зробив хет-трик. Англійці ж перемогли турків 5:0.
Перед самим Чемпіонатом світу 1986 року Гарі зламав зап'ястя й мав пропустити більшість ігор. Та на прохання англійської футбольної асоціації ФІФА дозволила Лінекеру грати з перев'язаним передпліччям. Невідомо, чи вплинула перев'язана рука на суперників, але у першій грі Гарі забив усі три голи Англії у ворота поляків. Це був другий за швидкістю хет-трик на чемпіонатах світу під егідою ФІФА. Також нападник став другим футболістом з Англії, якому вдалося на чемпіонаті світу забити аж три голи в одній грі.
Лінекер забив два голи і збірній Парагваю. Але успіх нападника з його командою перервала збірна Аргентини у чвертьфіналі турніру. У тому матчі Гарі забив гол, але південноамериканці відповіли двома й виграли, завдяки двом легендарним м'ячам — «Руці Бога» та Голу століття.
Через два роки Лінекер був у складі збірної Англії, яка виступала на Чемпіонаті Європи й програла усі три матчі. Форварда критикували, але через багато років з'ясувалося, що під час чемпіонату він виходив на поле хворий — Гарі страждав від гепатиту.
На наступному чемпіонаті світу 1990 року Лінекер забив чотири голи — одного Ірландії й два — Камеруну. Четвертий гол нападник провів у матчі з Німеччиною. Саме німці тоді першими забили, але після пасу Пола Паркера Лінекер обвів двох захисників й забив останній свій гол у фіналах чемпіонатів світу з футболу. На жаль, його м'яч не став переможним для англійців, у серії пенальті перемогли німці.
Згодом Гарі згадав ту гру своєю найвідомішою фразою: «Футбол є простою грою; 22 чоловіків бігають за м'ячем 90 хвилин до самого кінця, а виграють завжди німці».
Загалом за 80 матчів у футболці збірної Лінекеру вдалося забити 48 голів. А оскільки до національного рекорду Боббі Чарльтона Гарі не вистачало всього одного гола, то наприкінці своєї кар'єри він хотів бодай зрівнятися з легендарним бомбардиром збірної. Лінекер побував на Чемпіонаті Європи 1992-го й сподівався, що останньою у майці збірної для нього стане гра зі Швецією. Та його бажання проігнорував головний тренер англійців Грем Тейлор — замість Гарі на поле вийшов нападник Алан Сміт. Тож рекорду Чарльтона Лінекеру побити так і не вдалось.

## Медійна кар'єра
Після останнього матчу в професійному футболі Гарі почав працювати на англійському радіо ВВС. Він коментував футбольні матчі, був їх оглядачем, брав участь у гострому телевізійному шоу про футбол. А через деякий час став коментувати й гольф, яким захоплювався. Спершу Лінекера критикували, адже він не був професіоналом у цьому виді спорту, але насмішки припинилися після того, як у ексклюзивному інтерв'ю з аргентинським гольфістом Андресом Ромеро Гарі продемонстрував перфектне володіння іспанською мовою.
Лінекер паралельно зі своєю роботою часто знімається у рекламі. Брендом, якого він підтримує найбільше, ще від 1995 року є популярні у Великій Британії картопляні кріспи-чипси «Вокерз». Ця фірма, як і Гарі, походить з містечка Лестер. Через те задля своєї популяризації компанія обрала «найвідомішого сина рідного містечка».
1998 року Лінекер знявся у фільмі «Золоті бутси» — про найкращих нападників чемпіонатів світу. Ще Гарі можна побачити у фільмі 2002 року — «Грай як Бекхем», «Вечір з Гарі Лінекером», разом з дружиною він знявся у кількох кадрах художнього фільму «Переплутані спадкоємці».
У 2003 році Гарі Лінекера внесено до зали слави англійського футболу. На нього 2005 року подав до суду австралійський футболіст Гаррі К'юелл. Він звинувачував ветерана у негативних висловлюваннях щодо його переходу з «Лідса» до «Ліверпуля» у своїй колонці в газеті «Sunday Telegraph». Та під час судового розгляду з'ясувалося, що насправді це журналіст газети записував висловлювання Гарі й неправильно їх потрактував.
Лінекер брав участь у грі «Хто хоче стати мільйонером?», у 2008 році разом з регбістом Остіном Хілі обоє виграли 50 000 фунтів стерлінгів для Фундації, яка сприяє у лікуванні пошкоджень спини.
Окрім того Гарі записував свій голос для комп'ютерних ігор. Зокрема славного екс-футболіста можна почути у грі «World Cup 98» компанії «EA Sports'», а ще «LMA Manager series» для приставок «PlayStation».

## Сім'я
За часи своєї гравецької кар'єри Лінекер допомагав батькам з їхньою крамницею на ринку Лестера. У своєму рідному місті сьогодні він є почесним громадянином. У жовтні 2002 року, коли рідний клуб Ґарі, «Лестер Сіті», опинився на межі банкрутства, Лінекер очолив збір коштів для його порятунку. Він сам вклав шестизначну суму.
У 1986 році Гарі одружився з Мішель Кокейн. У них народилося четверо синів — Джордж, Гарі, Табіас та Ангус. На початку 90-х найстарший син Джордж подолав важку недугу — лейкемію. Після того випадку Гарі постійно здає свою кров для лікарень. А ще Лінекер займається благодійністю, насамперед він підтримує фонди, які збирають кошти на лікування раку у дітей.
Наступна новина про сім'ю «гарного хлопця» Лінекера у квітні 2006 року сколихнула всю Англію — після 20-річчя спільного життя він розлучився з дружиною Мішель. Суд пройшов дуже швидко й мирно, а ініціатором розлучення стала дружина екс-нападника збірної. 2009 року Гарі одружився вдруге з молодшою на 19 років фотомоделлю Деніел Бакс.

## Статистика виступів

### Статистика виступів за збірну
| Дата       | Місто                    | Господарі         | Результат          | Гості             | Турнір                      | Голи | Примітки |
| ---------- | ------------------------ | ----------------- | ------------------ | ----------------- | --------------------------- | ---- | -------- |
| 26/05/1984 | Глазго                   | Шотландія         | 1 – 1              | Англія            | товариський матч            | -    |          |
| 26/03/1985 | Лондон                   | Англія            | 2 – 1              | Ірландія          | товариський матч            | 1    |          |
| 1/05/1985  | Бухарест                 | Румунія           | 0 – 0              | Англія            | Відбір до ЧС 1986           | -    |          |
| 25/05/1985 | Глазго                   | Шотландія         | 1 – 0              | Англія            | товариський матч            | -    |          |
| 6/06/1985  | Мехіко                   | Англія            | 1 – 2              | Італія            | товариський матч            | -    |          |
| 12/06/1985 | Мехіко                   | Англія            | 3 – 0              | НДР               | товариський матч            | -    |          |
| 16/06/1985 | Лос-Анджелес             | США               | 0 – 5              | Англія            | товариський матч            | 2    |          |
| 11/09/1985 | Лондон                   | Англія            | 1 – 1              | Румунія           | Відбір до ЧС 1986           | -    |          |
| 16/10/1985 | Лондон                   | Англія            | 5 – 0              | Туреччина         | Відбір до ЧС 1986           | 3    |          |
| 13/11/1985 | Лондон                   | Англія            | 0 – 0              | Північна Ірландія | Відбір до ЧС 1986           | -    |          |
| 29/01/1986 | Каїр                     | Єгипет            | 0 – 4              | Англія            | товариський матч            | -    |          |
| 26/03/1986 | Тбілісі                  | Югославія         | 0 – 1              | Англія            | товариський матч            | -    |          |
| 24/05/1986 | Бернабі                  | Канада            | 0 – 1              | Англія            | товариський матч            | -    |          |
| 3/06/1986  | Монтеррей                | Португалія        | 1 – 0              | Англія            | ЧС 1986 - 1-й етап          | -    |          |
| 6/06/1986  | Монтеррей                | Англія            | 0 – 0              | Марокко           | ЧС 1986 - 1-й етап          | -    |          |
| 11/06/1986 | Сан-Ніколас-де-лос-Гарса | Англія            | 3 – 0              | Польща            | ЧС 1986 - 1-й етап          | 3    |          |
| 18/06/1986 | Мехіко                   | Англія            | 3 – 0              | Парагвай          | ЧС 1986 - 1/8 фіналу        | 2    |          |
| 22/06/1986 | Мехіко                   | Аргентина         | 2 – 1              | Англія            | ЧС 1986 - чвертьфінал       | 1    |          |
| 15/10/1986 | Лондон                   | Англія            | 3 – 0              | Північна Ірландія | Відбір до ЧЄ 1988           | 2    |          |
| 12/11/1986 | Лондон                   | Англія            | 2 – 0              | Югославія         | Відбір до ЧЄ 1988           | -    |          |
| 18/02/1987 | Мадрид                   | Іспанія           | 2 – 4              | Англія            | товариський матч            | 4    |          |
| 1/04/1987  | Белфаст                  | Північна Ірландія | 0 – 2              | Англія            | Відбір до ЧЄ 1988           | -    |          |
| 29/04/1987 | Ізмір                    | Туреччина         | 0 – 0              | Англія            | Відбір до ЧЄ 1988           | -    |          |
| 19/05/1987 | Лондон                   | Англія            | 1 – 1              | Бразилія          | товариський матч            | 1    |          |
| 9/09/1987  | Дюссельдорф              | НДР               | 3 – 1              | Англія            | товариський матч            | 1    |          |
| 14/10/1987 | Лондон                   | Англія            | 8 – 0              | Туреччина         | Відбір до ЧЄ 1988           | 3    |          |
| 11/11/1987 | Белград                  | Югославія         | 1 – 4              | Англія            | Відбір до ЧЄ 1988           | -    |          |
| 23/03/1988 | Лондон                   | Англія            | 2 – 2              | Нідерланди        | товариський матч            | 1    |          |
| 27/04/1988 | Будапешт                 | Угорщина          | 0 – 0              | Англія            | товариський матч            | -    |          |
| 21/05/1988 | Лондон                   | Англія            | 1 – 0              | Шотландія         | товариський матч            | -    |          |
| 24/05/1988 | Лондон                   | Англія            | 1 – 1              | Колумбія          | товариський матч            | 1    |          |
| 28/05/1988 | Лозанна                  | Швейцарія         | 0 – 1              | Англія            | товариський матч            | 1    |          |
| 12/06/1988 | Штутгарт                 | Англія            | 0 – 1              | Ірландія          | ЧЄ 1988 - 1-й етап          | -    |          |
| 15/06/1988 | Дюссельдорф              | Англія            | 1 – 3              | Нідерланди        | ЧЄ 1988 - 1-й етап          | -    |          |
| 18/06/1988 | Франкфурт-на-Майні       | Англія            | 1 – 3              | СРСР              | ЧЄ 1988 - 1-й етап          | -    |          |
| 19/10/1988 | Лондон                   | Англія            | 0 – 0              | Швеція            | Відбір до ЧС 1990           | -    |          |
| 16/11/1988 | Ер-Ріяд                  | Саудівська Аравія | 1 – 1              | Англія            | товариський матч            | -    |          |
| 8/02/1989  | Афіни                    | Греція            | 1 – 2              | Англія            | товариський матч            | -    |          |
| 8/03/1989  | Тирана                   | Албанія           | 0 – 2              | Англія            | Відбір до ЧС 1990           | -    |          |
| 26/04/1989 | Лондон                   | Англія            | 5 – 0              | Албанія           | Відбір до ЧС 1990           | 1    |          |
| 3/06/1989  | Лондон                   | Англія            | 3 – 0              | Польща            | Відбір до ЧС 1990           | 1    |          |
| 7/06/1989  | Копенгаген               | Данія             | 1 – 1              | Англія            | товариський матч            | 1    |          |
| 6/09/1989  | Стокгольм                | Швеція            | 0 – 0              | Англія            | Відбір до ЧС 1990           | -    |          |
| 11/10/1989 | Краків                   | Польща            | 0 – 0              | Англія            | Відбір до ЧС 1990           | -    |          |
| 15/11/1989 | Лондон                   | Англія            | 0 – 0              | Італія            | товариський матч            | -    |          |
| 13/12/1989 | Лондон                   | Англія            | 2 – 1              | Югославія         | товариський матч            | -    |          |
| 28/03/1990 | Лондон                   | Англія            | 1 – 0              | Бразилія          | товариський матч            | 1    |          |
| 25/04/1990 | Лондон                   | Англія            | 4 – 2              | Чехія             | товариський матч            | -    |          |
| 15/05/1990 | Лондон                   | Англія            | 1 – 0              | Данія             | товариський матч            | 1    |          |
| 22/05/1990 | Лондон                   | Англія            | 1 – 2              | Уругвай           | товариський матч            | -    |          |
| 2/06/1990  | Туніс                    | Туніс             | 1 – 1              | Англія            | товариський матч            | -    |          |
| 11/06/1990 | Кальярі                  | Англія            | 1 – 1              | Ірландія          | ЧС 1990 - 1-й етап          | 1    |          |
| 16/06/1990 | Кальярі                  | Англія            | 0 – 0              | Нідерланди        | ЧС 1990 - 1-й етап          | -    |          |
| 21/06/1990 | Кальярі                  | Англія            | 1 – 0              | Єгипет            | ЧС 1990 - 1-й етап          | -    |          |
| 26/06/1990 | Болонья                  | Англія            | 1 – 0              | Бельгія           | ЧС 1990 - 1/8 фіналу        | -    |          |
| 1/07/1990  | Неаполь                  | Англія            | 3 – 2              | Камерун           | ЧС 1990 - чвертьфінал       | 2    |          |
| 4/07/1990  | Турин                    | ФРН               | 1 – 1 (4 - 3 п.п.) | Англія            | ЧС 1990 - півфінал          | 1    |          |
| 7/07/1990  | Барі                     | Італія            | 2 – 1              | Англія            | ЧС 1990 - гра за 3-тє місце | -    |          |
| 22/09/1990 | Лондон                   | Англія            | 1 – 0              | Угорщина          | товариський матч            | 1    |          |
| 17/10/1990 | Лондон                   | Англія            | 2 – 0              | Польща            | Відбір до ЧЄ 1992           | 1    |          |
| 14/11/1990 | Дублін                   | Ірландія          | 1 – 1              | Англія            | Відбір до ЧЄ 1992           | -    |          |
| 6/02/1991  | Лондон                   | Англія            | 2 – 0              | Камерун           | товариський матч            | 2    |          |
| 27/03/1991 | Лондон                   | Англія            | 1 – 1              | Ірландія          | Відбір до ЧЄ 1992           | -    |          |
| 1/05/1991  | Ізмір                    | Туреччина         | 0 – 1              | Англія            | Відбір до ЧЄ 1992           | -    |          |
| 25/05/1991 | Лондон                   | Англія            | 2 – 2              | Аргентина         | товариський матч            | 1    |          |
| 1/06/1991  | Сідней                   | Австралія         | 0 – 1              | Англія            | товариський матч            | -    |          |
| 3/06/1991  | Окленд                   | Нова Зеландія     | 0 – 1              | Англія            | товариський матч            | 1    |          |
| 12/06/1991 | Куала-Лумпур             | М'янма            | 2 – 4              | Англія            | товариський матч            | 4    |          |
| 11/09/1991 | Лондон                   | Англія            | 0 – 1              | Німеччина         | товариський матч            | -    |          |
| 16/10/1991 | Лондон                   | Англія            | 1 – 0              | Туреччина         | товариський матч            | -    |          |
| 13/11/1991 | Познань                  | Польща            | 1 – 1              | Англія            | Відбір до ЧЄ 1992           | 1    |          |
| 19/02/1992 | Лондон                   | Англія            | 2 – 0              | Франція           | товариський матч            | 1    |          |
| 25/03/1992 | Прага                    | Чехія             | 2 – 2              | Англія            | товариський матч            | -    |          |
| 29/04/1992 | Москва                   | Росія             | 2 – 2              | Англія            | товариський матч            | 1    |          |
| 12/05/1992 | Будапешт                 | Угорщина          | 0 – 1              | Англія            | товариський матч            | -    |          |
| 17/05/1992 | Лондон                   | Англія            | 1 – 1              | Бразилія          | товариський матч            | -    |          |
| 3/06/1992  | Гельсінкі                | Фінляндія         | 1 – 2              | Англія            | товариський матч            | -    |          |
| 11/06/1992 | Мальме                   | Данія             | 0 – 0              | Англія            | ЧЄ 1992 - 1-й етап          | -    |          |
| 14/06/1992 | Мальме                   | Англія            | 0 – 0              | Франція           | ЧЄ 1992 - 1-й етап          | -    |          |
| 17/06/1992 | Стокгольм                | Швеція            | 2 – 1              | Англія            | ЧЄ 1992 - 1-й етап          | -    |          |
| Усього     |                          | Матчів (12 місце) | 80                 |                   | Голів (3 місце)             | 48   |          |

## Титули і досягнення
- Володар Суперкубка Англії з футболу (1):

«Евертон»: 1985
- Володар Кубка Іспанії з футболу (1):

«Барселона»: 1987-88
- Володар Кубка Кубків УЄФА (1):

«Барселона»: 1988-89
- Володар Кубка Англії з футболу (1):

«Тоттенгем Готспур»: 1990-91